# Сатлыкова, Карина Миа Далиевна
Карина Миа Далиевна Сатлыкова (род. 27 ноября 1992, Нефтекумск, Россия) — турецкий кинопродюсер. Член Союза кинематографистов России. Член Ассоциации продюсеров Турции.

## Биография
Карина Миа Сатлыкова родилась 27 ноября 1992 года в городе Нефтекумск, Ставропольского края в ногайской семье. В юности занималась шахматами, получила разряд кандидата в мастера спорта.
В 2014 г. окончила Высшие курсы Всероссийского государственного института кинематографии имени С. А. Герасимова (ВГИК) и курсы Киноконцерна "Мосфильм". Дипломная работа по монтажу на Мосфильме была создана из архивных кинопленок советских фильмов.
С 2019 года проживает в Турции. Генеральный директор турецкой Кинокомпании Kunay Film.

## Карьера
В 2014 году начала работать в команде кинорежиссера Сергея Соловьева и  Валерия Харченко на «Мосфильме».
С 2014 по 2019 год была режиссером монтажа Авторской программы Сергея Соловьева «САС. Те, с которыми я…»  для телеканала Культура.
Дебютом в режиссуре была документальная картина "Век Юрия Любимова", участник 42. Моско́вского междунаро́дного кинофестива́ля.
В 2018 выходит картина "Кануны" о жизни и творчестве советской актрисы Веры Васильевой. Эфир прошёл на нескольких федеральных каналах.
Также в 2018 году завершается работа над большим документальным проектом о Театре Содружества актёров на Таганке "Николай Губенко и театр его жизни", премьера прошла на Международном фестивале документальных фильмов «ПОБЕДИЛИ ВМЕСТЕ».
C 2019 года состоит в Гильдии Кинорежиссеров России.
В 2020 году на международном фестиваль авторского документального кино Артдокфест прошла премьера документального фильма "Театр of Life".
В 2022 году снимает мини-сериал "Yunus Bir Söz Söylemiş" при поддержке Министерства Культуры Турции. В том же году получив лицензию продюсера Министерства Культуры Турции вошла в состав Ассоциации продюсеров Турции.
Член жюри Aizanoi Film Festivali в 2023 году.
Режиссер монтажа десятка художественных фильмов и сериалов России и Турции, среди которых проекты для платформ Нетфликс и Дисней плюс.

## Фильмография
| Год  |     | Название                          | Роль                |
| ---- | --- | --------------------------------- | ------------------- |
| 2016 | doc | Век Юрия Любимова                 | режиссер, сценарист |
| 2017 | doc | P.S. Чехов                        | режиссер            |
| 2018 | doc | Кануны                            | режиссер            |
| 2018 | doc | Николай Губенко и театр его жизни | режиссер, сценарист |
| 2020 | doc | Театр of Life                     | режиссер, продюсер  |
| 2022 | s   | Yunus Bir Söz Söylemiş            | режиссер, продюсер  |